# 国際文通週間
国際文通週間（こくさいぶんつうしゅうかん、英語: International Letter Writing Week）とは、文通によって相互理解を深めることで、もって世界の平和に貢献しようという目的の国際的週間である。万国郵便連合（UPU）結成日である10月9日を含む1週間に設定されている。

## 歴史

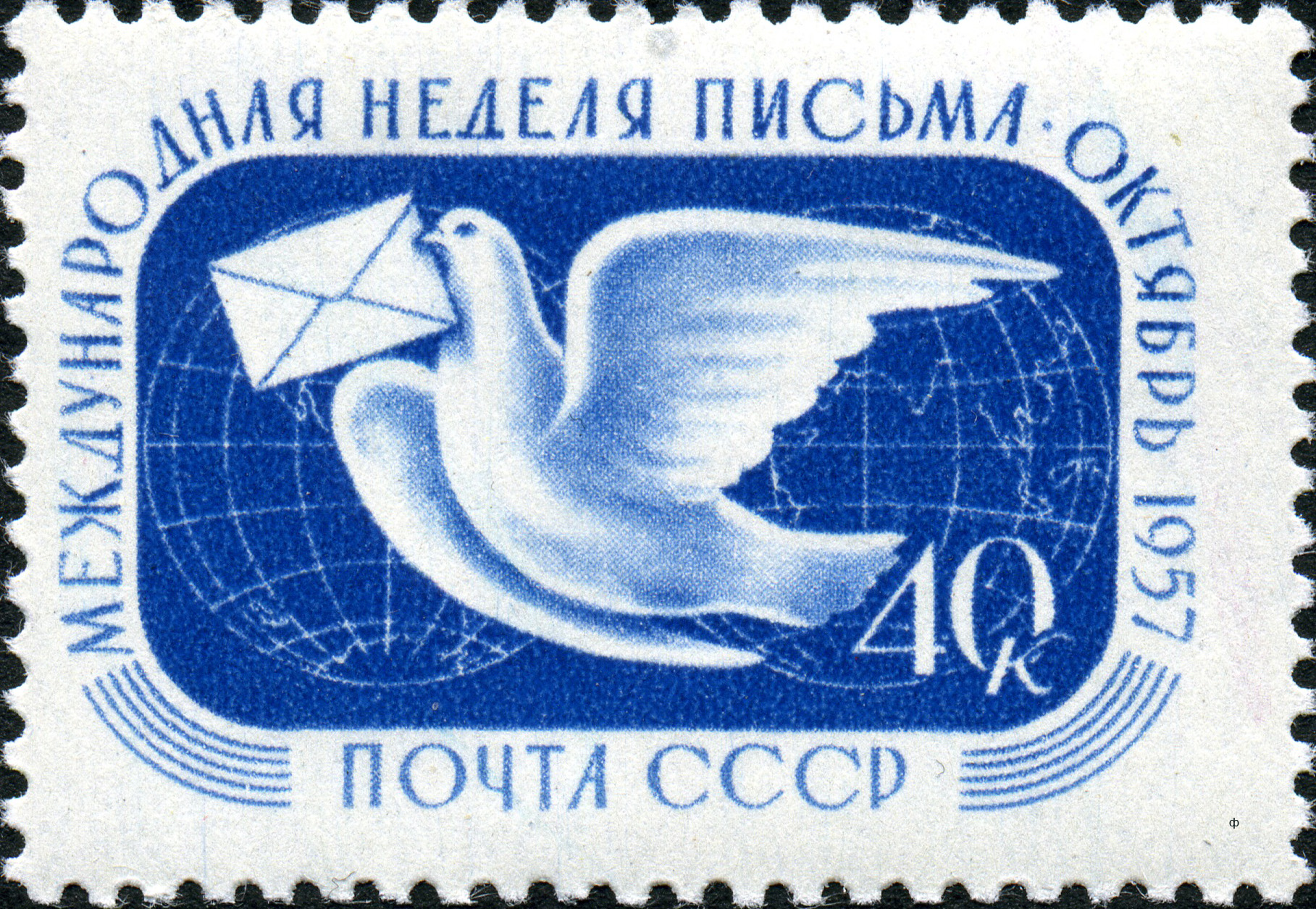
ソ連発行の国際文通週間切手（1957年）

1957年にカナダのオタワで開催された、第14回万国郵便連大会議で“世界の人々が文通によって文化の交流に努め、世界平和に貢献しよう”という趣旨のキャンペーン設置が決議された。
世界的に見れば「国際文通週間」をテーマに、毎年切手を発行している国に日本とタイ王国がある。日本は1958年から毎年記念切手（特殊切手とされる場合もある）が発行されている。日本の国際文通週間切手は、当初は手紙をテーマとした切手を単発で発行される予定であったが、歌川広重の浮世絵「東海道五十三次『京師』」が採用されたことから好評を博し、以来毎年発行されている恒例シリーズ切手となった。

## 日本の国際文通週間切手
前述のように「世界の人々と文通する」キャンペーンであるため、発行される切手の額面は、国際郵便料金（はがき・定形封書）の航空扱いに対応している。また切手には International Letter Writing Week の英文が入っているほか、発行した年号が西暦で入れられている。なお、元号法が制定された1979年以降は、発行年を記載している日本切手には西暦と元号が併記されているが、国際文通週間切手は現在も西暦のみで表記されている（シートの余白の発行年月日は元号で表記）。なお、国際文通週間のテーマは、下記のように変遷している。

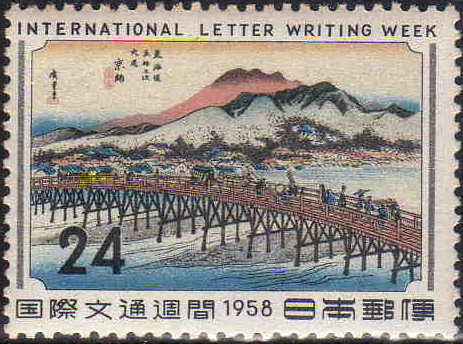
1958年 - 1962年：浮世絵・東海道五十三次
- 1963年 - 1969年：葛飾北斎・冨嶽三十六景
- 1970年 - 1972年：明治文明開化期の錦絵
- 1973年 - 1981年：鳥を描く大和絵
- 1982年 - 1987年：日本人形
- 1988年：歌舞伎の役者絵
- 1989年 - 1993年：絵巻物
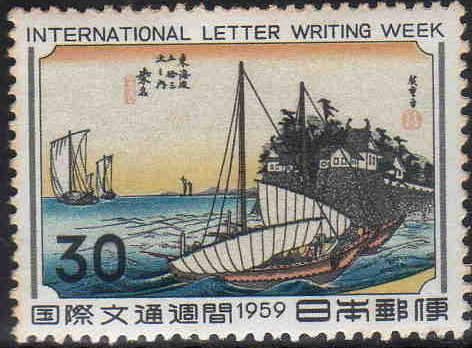
1994年 - 1995年：屏風絵
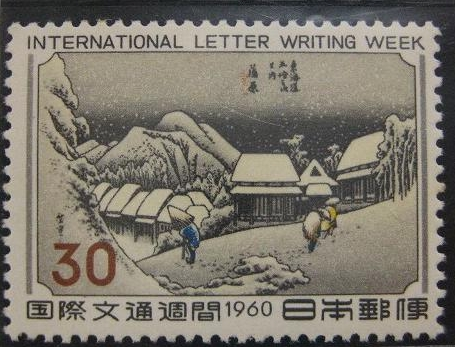
蒲原（1960年）
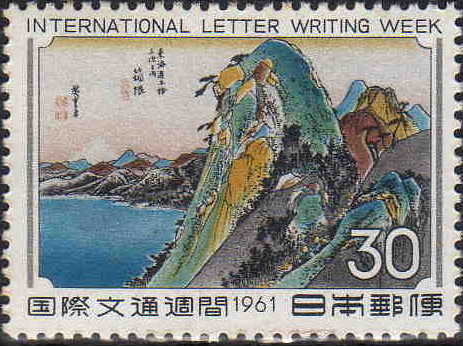
1996年 - 1999年：花鳥画と浮世絵
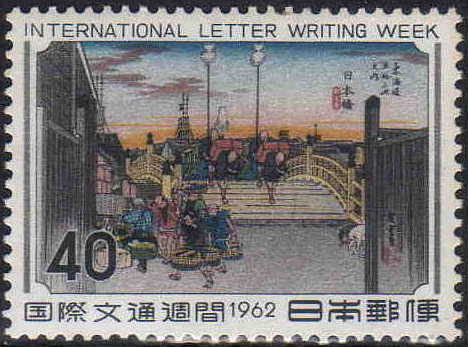
日本橋（1962年）

- 2000年 - 2009年：東海道五十三次

ただし2006年のみ、国際連合加盟50周年記念として、佐和貫利郎によるオリジナルデザイン切手が採用された。
- 2010年 - 2012年：日本画の美女作品[3]
- 2013年 - ：東海道五十三次

2014年以降は東海道五十三次以外の歌川広重の作品も採用。
- 京師（1958年）
- 桑名（1959年）
- 蒲原（1960年）
- 箱根（1961年）
- 日本橋（1962年）[4]